# Institut français de Cracovie
 (août 2025).
L’Institut français de Cracovie (Instytut Francuski w Krakowie) est un établissement culturel français créé en 1946. Ses activités sont suspendues au moment de la guerre froide en 1949, quand ses collaborateurs français sont expulsés du pays. La bibliothèque continue cependant à assurer une permanence, grâce à la présence d’une secrétaire polonaise qui en assure la gestion de 1950 à 1966, en liaison avec le Consul général et l’Ambassade.
Il reprend ses activités sous l'appellation de salle de lecture française de Cracovie (Czytelnia francuska w Krakowie) en 1966, et porte de nouveau son nom initial à partir de 1979.
Après avoir siégé durant des décennies dans le Palais Lubomirski (Pałac książąt Lubomirskich) 15 rue Św. Jana, il est situé désormais dans le même bâtiment que le consulat général de France à Cracovie au 15 rue Stolarska, 31-043 Kraków.
Depuis le 1er janvier 2012, il constitue une des composantes de l'Institut français de Pologne.

## Mission
Il a pour objectif de contribuer au rayonnement de la langue et de la culture françaises en Pologne et le développement des échanges culturels entre les deux pays ainsi que la promotion de l'image d'une scène artistique et culturelle française à la fois moderne, prestigieuse et ouverte sur le monde.
L'institut français accompagne les festivals et évènements culturels polonais en invitant des acteurs de la création française contemporaine (théâtre, danse, cinéma, littérature...), en organisant des expositions et ateliers artistiques dans ses locaux ou dans les musées de la ville (art contemporain, design, mode...) et en soutenant le développement d'échanges d'expertise en particulier dans le domaine des musées et du patrimoine. Il participe activement au débat d'idées.
Grâce à sa médiathèque, il facilite l'accès du public polonais (francophone, apprenant le français ou s'intéressant à la France) aux livres, aux périodiques et aux productions audiovisuelles françaises.
Il a facilité l'ouverture d'une librairie française, Księgarnia Edukator, longtemps hébergée dans les locaux historiques de l'Institut au 15 rue Św. Jana. Avec la librairie Księgarnia Marjanna ouverte avec le soutien de l'Institut français de Varsovie, celle-ci a marqué, dès la fin du système communiste et l'ouverture des frontières, le retour du livre français sur le marché polonais.
L'Institut français de Cracovie collabore avec le réseau de l'Alliance française en Pologne.

### Liste Goncourt: le choix polonais
Ce prix littéraire a été créé en 1998 à l’initiative de l’Institut français de Cracovie et en accord avec l’Académie Goncourt. Il est décerné par un jury d’étudiants polonais en philologie française au meilleur roman français de l’année, choisi parmi la douzaine de romans sélectionnées pour le prix Goncourt par l’Académie Goncourt, sous l’appellation « Liste Goncourt : le choix polonais ». Les lauréats sont :
- 1998 : La Cliente de Pierre Assouline (Gallimard)
- 1999 : Première Ligne de Jean-Marie Laclavetine (Gallimard)
- 2000 : 99 francs de Frédéric Beigbeder (Grasset)
- 2001 : L'Empire de la morale de Christophe Donner (Grasset)
- 2002 : La Mélancolie des innocents de Jean-Pierre Milovanoff (Grasset)
- 2003 : Windows on the World de Frédéric Beigbeder (Grasset)
- 2004 : Le Soleil des Scorta de Laurent Gaudé (Actes Sud)
- 2006 : Magnus de Sylvie Germain (Albin Michel)
- 2006 : Lignes de faille de Nancy Huston (Actes Sud)
- 2007 : Le Canapé rouge de Michèle Lesbre (Sabine Wespieser)
- 2008 : Syngué sabour. Pierre de patience d'Atiq Rahimi (P.O.L)
- 2009 : Les Heures souterraines de Delphine de Vigan (Jean-Claude Lattès)
- 2010 : La Carte et le Territoire de Michel Houellebecq (Flammarion)
- 2011 : Retour à Killybegs de Sorj Chalandon (Grasset)
- 2012 : Comme une bête de Joy Sorman (Gallimard)
- 2013 : Arden de Frédéric Verger (Gallimard)
- 2014 : Charlotte de David Foenkinos (Gallimard)
- 2015 : Petit Piment d'Alain Mabanckou (Seuil)
- 2016 : Petit Pays de Gaël Faye (Grasset)
- 2017 : L'Art de perdre d'Alice Zeniter (Flammarion)
- 2018 : Ça raconte Sarah de Pauline Delabroy-Allard (Les Éditions de minuit)
- 2019 : Mur Méditerranée de Louis-Philippe Dalembert (Sabine Wespieser)
- 2020 : L'Anomalie d'Hervé Le Tellier (Gallimard)
- 2021 : La Plus Secrète Mémoire des hommes de Mohamed Mbougar Sarr (Philippe Rey et Jimsaan)[3]
- 2022 (25e édition) : Le cœur ne cède pas de Grégoire Bouillier, (Flammarion)[3]
- 2023 (25e anniversaire) : Croix de cendre d'Antoine Sénanque (Grasset)[3]
- 2024 : Dors ton sommeil de brute de Carole Martinez, (Gallimard)[3]

### Prix BD Angoulême: le choix polonais
Le « Prix BD du Angoulême : le choix polonais » est décerné annuellement depuis 2002 à l'initiative de l'Institut français de Cracovie (initialement sous le nom d'« Alph-Art polonais ») par un jury composé de lycéens représentant dix sections bilingues francophones de toute la Pologne.

### Festival international de théâtre universitaire en langue française de Cracovie
L'Institut français de Cracovie était l'un des partenaires du Festival international de théâtre universitaire en langue française de Cracovie (FITUF) (Międzynarodowy Festiwal Teatrów Uniwersyteckich w jezyku francuskim) organisé de 1992 à 2008 à l'initiative de Janina Błońska et Krzysztof Błoński (directeur du Collège universitaire de formation des maîtres de langue française de la WSP) en partenariat avec l'Académie (devenue Université) de pédagogie de Cracovie (Akademia Pedagogiczna / Uniwersytet Pedagogiczny im. Komisji Edukacji Narodowej w Krakowie), antérieurement École nationale supérieure de pédagogie (WSP Państwowa Wyższa Szkoła Pedagogiczna) et le Théâtre francophone de l'Entr’Acte, la troupe de cet établissement, qui se déroulait avant 2000 au Centre culturel Rotunda, et de 2001 à 2008 dans les locaux du Conservatoire d'art dramatique de Cracovie (Państwowa Wyższa Szkoła Teatralna im. Ludwika Solskiego w Krakowie).
Il réunissait d'abord exclusivement des troupes d'étudiants organisées dans les collèges de formation des maîtres de langues étrangères (NKJO), les départements de philologie romane des universités et les lycées à section bilingue, avant de se muer en festival international. Le FITUF a accueilli des troupes francophones du nombreux pays : Allemagne, Argentine, Belgique, Canada, Écosse, France, Hongrie, Lettonie, Russie, Suisse, Roumanie, Slovaquie, Slovénie, République Tchèque, Tunisie, Ukraine...
Des Journées du théâtre francophone à Cracovie, organisées en partenariat avec l'université de pédagogie de Cracovie et son Théâtre de l'Entr'acte lui ont succédé depuis 2009 .

## Les directeurs de l'Institut français de Cracovie

Ancien logo de l'Institut français de Cracovie

- 1947-1949 : Jean Bourilly (1911-1971) 
  - poste vacant de 1949 à 1966
- 1966-1968 : Bernard Raffalli (1941-2002[8])
- 1968-1974 : Georges Tchegloff (1922-1997)
- 1974-1977 : Marc Bariteau  (1930-2000)
- 1977-1981 : François Schnell (1920-1992)
- 1981-1984 : Jean Baisnée (1931-2021)
- 1984-1991 : Victor Cherner
- 1991-1994 : Laurent Devèze
- 1994-2000 : Patrice Champion – adjoint de 1993 à 1997 : Adrien Le Bihan. Ce dernier avait déjà été en poste dans cet Institut, de 1975 à 1981, en qualité de conseiller pédagogique pour le Sud de la Pologne (en compagnie de Jean Marchandy à partir de 1980).

À partir de 2000, le consul général devient directeur.
Assurent la charge de directeur adjoint auprès du consul général jusqu'à la suppression du poste en septembre 2014 :
- 2000-2001 : Suzanne Kabok
- 2001-2005 : Chantal Cantin
- 2005-2008 : Laurence Dyèvre
- 2008-2010 : Michel Berthaud
- 2010-2014 : Alain Schneider

## Enseignement du français
L’Institut français de Cracovie propose au public des cours de langue française pour adultes et enfants à tous les niveaux, de l'initiation aux niveaux avancés. Il offre également des cours spécifiques tels que français juridique, français des affaires, et enfin des cours de polonais pour francophones.
Il permet de préparer et de passer les tests et examens officiels français de français langue étrangère : TCF, DELF, DALF.